# 孙振 (1919年)
孙振（1919年—1987年），原名孙洞庭，笔名雪克，男，直隶（今河北）献县人，中国记者、文艺工作者，曾任天津音乐学院党委书记，天津市文联党组副书记。